# 旺斯河畔圣皮埃尔
旺斯河畔圣皮埃尔（法語：Saint-Pierre-sur-Vence，法語發音：[sɛ̃ pjɛʁ syʁ vɑ̃s]）是法国阿登省的一个市镇，位于该省中西部，属于沙勒维尔-梅济耶尔区。

## 地理
旺斯河畔圣皮埃尔（49°41'37"N, 4°40'25"E）面积4.63 平方千米，位于法国大東部大區阿登省，巴黎盆地东北部。旺斯河自南向北流经市区，属于默兹河水系。
与旺斯河畔圣皮埃尔接壤的市镇（或旧市镇、城区）包括：布尔济库尔、旺斯河畔尚皮尼厄勒、拉弗朗什维尔、旺斯河畔吉尼库尔、圣马索。
旺斯河畔圣皮埃尔的时区为UTC+01:00、UTC+02:00（夏令时）。

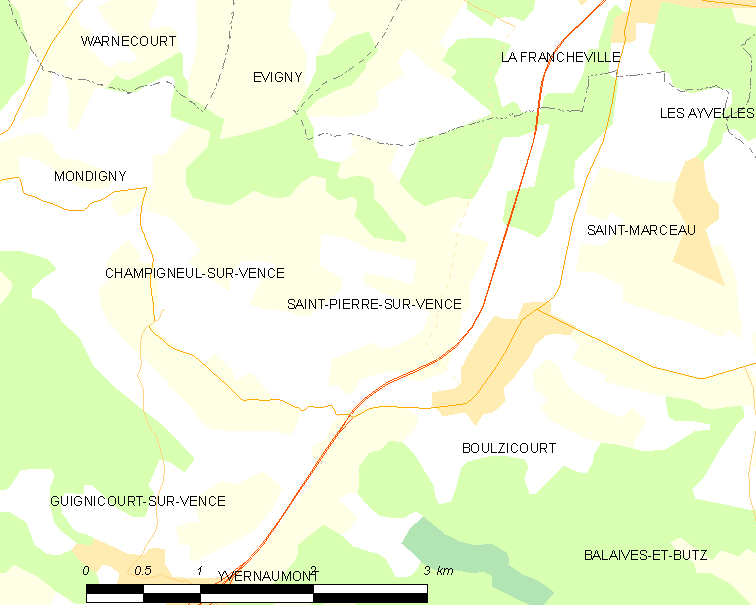
旺斯河畔圣皮埃尔的OSM定位图

## 行政
旺斯河畔圣皮埃尔的邮政编码为08430，INSEE市镇编码为08395。

## 政治
旺斯河畔圣皮埃尔所属的省级选区为默兹河畔努维永县。现任旺斯河畔圣皮埃尔市长为弗朗西亚娜·巴尔登（Franciane Baelden）女士，任期为2020-2026年。

## 交通
法国国家A34号高速公路经过旺斯河畔圣皮埃尔东侧并设有出入口，阿登省省道D28A线经过旺斯河畔圣皮埃尔市区。
苏瓦松－日韦铁路经过境内。2019年10月16日该铁路在旺斯河畔圣皮埃尔境内的一处道口发生交通事故，造成11人受伤和交通中断，并引发法国铁路大罢工。

## 人口

1962-2008年间旺斯河畔圣皮埃尔人口变化图示

旺斯河畔圣皮埃尔于2022年1月1日时的人口数量为148人。